# Donatello Alunni Pierucci
Donatello Alunni Pierucci (* 1954 in Perugia) ist ein italienischer Filmregisseur.

## Leben
Alunni Pierucci schloss das Studium der Discipline delle Arti, della Musica e dello Spettacolo (DAMS) in Bologna ab und arbeitete zunächst in Mailand als Produzent und Regisseur von Werbe- und Industriefilmen. Mitte der 1980er Jahre wechselte er zunächst zum Spielfilm und drehte als Debüt Incidente di percorso und dann seinen Wohnort. In Rom war er von nun an mit zahlreichen Arbeiten für Kurzfilme oder Videoproduktionen beschäftigt, ohne die Produktion von Industriefilmen einzustellen. So nahm er beispielsweise mit Estate a rem und Marocco addio am 27. Torino Film Festival teil. Auch an der Soap Opera Cuori rubati war er als Regisseur beteiligt.